# Anton Birlinger

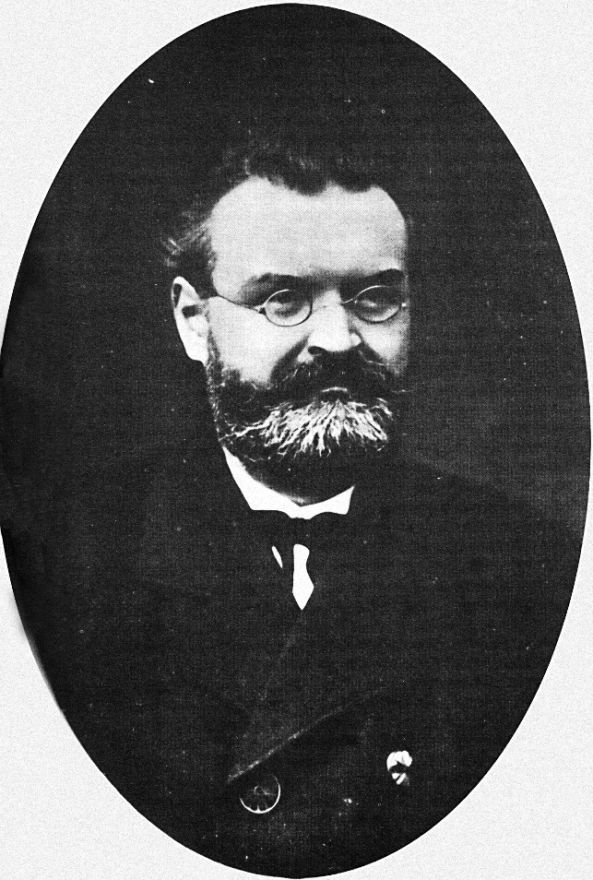
Anton Birlinger

Anton Birlinger (* 14. Januar 1834 in Wurmlingen bei Rottenburg am Neckar; † 15. Juni 1891 in Bonn) war ein deutscher katholischer Theologe und Germanist.

## Leben und Wirken
Birlinger studierte an der Universität Tübingen von 1854 bis 1858 katholische Theologie und Germanistik. Danach begab er sich ins Priesterseminar Rottenburg und empfing dort 1859 die Priesterweihe. 1861 ging er nach München, um insbesondere seine germanistischen Studien bei Alois Josef Vollmer (1803–1876) fortzusetzen. Er trat sogleich durch eine Sammlung von Redewendungen und Sagen hervor, aber auch durch eigene literarische Versuche, schließlich als Herausgeber von volkskundlichen Werken und Mundart-Wörterbüchern. Zudem geriet er in München noch stärker unter den Einfluss einer aufgeklärten Theologie auf wissenschaftlicher Grundlage und mit der Bereitschaft zum Widerspruch gegen aus Rom kommende Dogmen (Ignaz von Döllinger, Johann Nepomuk Huber, Johann Friedrich, Jakob Frohschammer und Joseph Anton Messmer).
Kurz nach dem verlorenen Krieg gegen Preußen ging Birlinger von München an die Universität Breslau, an die anti-infallible Theologieprofessoren berufen worden waren und die als ein Zentrum der Kritik am römischen Katholizismus galt (Anti-Ultramontanismus). Genannt seien hier nur Johann Anton Theiner (1799–1860) und die späteren Altkatholiken Joseph Hubert Reinkens und Johann Baptist Baltzer. Die universitäts- und religionspolitischen Fragen stellten sich nun anders: Zwischen radikal deutschkatholischen Forderungen nach Demokratie und Religionsfreiheit und der Sailerschen Theologie eines Fürstbischofs voll mystischer Blumenbeete (Melchior von Diepenbrock) ging es dieser Professorenrebellion darum, keine Beschneidung der Wissenschaftsfreiheit zu dulden.
Birlinger wandte sich an den Doyen der Sprichwortforschung auf wissenschaftlicher Grundlage, an Karl Simrock an der Universität Bonn. Auf dessen Empfehlung wurde er 1869 in Bonn habilitiert – und wurde 1872 dort außerordentlicher Professor für deutsche Philologie. 
Zusammen mit Simrock und Franz Peter Knoodt engagierte er sich für eine Reform der katholischen Kirche. Er stützte die sich im Schutz der Regierung von ihrer Fakultät abspaltenden Bonner Theologieprofessoren Franz Heinrich Reusch und Joseph Langen und beteiligte sich als Priester am Aufbau antivatikanischen Widerstandes und einer „altkatholischen“ Bewegung. 1870 wurde er als Anhänger der altkatholischen Bewegung 1870 vom römisch-katholischen Priesteramt suspendiert. Am 4. Juni 1873 stand er neben 29 Mitbewerbern als Bischofskandidat vor einem Wahlgremium von 55 Laien und 22 Priestern für die neu zu konstituierende Altkatholische Kirche. Gewählt wurde der Breslauer Kollege Joseph Hubert Reinkens, der dann auch nach Bonn, den neuen Bischofssitz, kam. Nach der weiteren Entwicklung der Kirche zog sich Birlinger jedoch vom priesterlichen Dienst in der altkatholischen Kirche zurück, allerdings nicht wegen der Zölibatsstornierung wie Reusch und Langen. Birlingers Rückkehr nach Rom auf dem Sterbebett, wie sie August Franzen berichtet, ist wohl nur legendär.

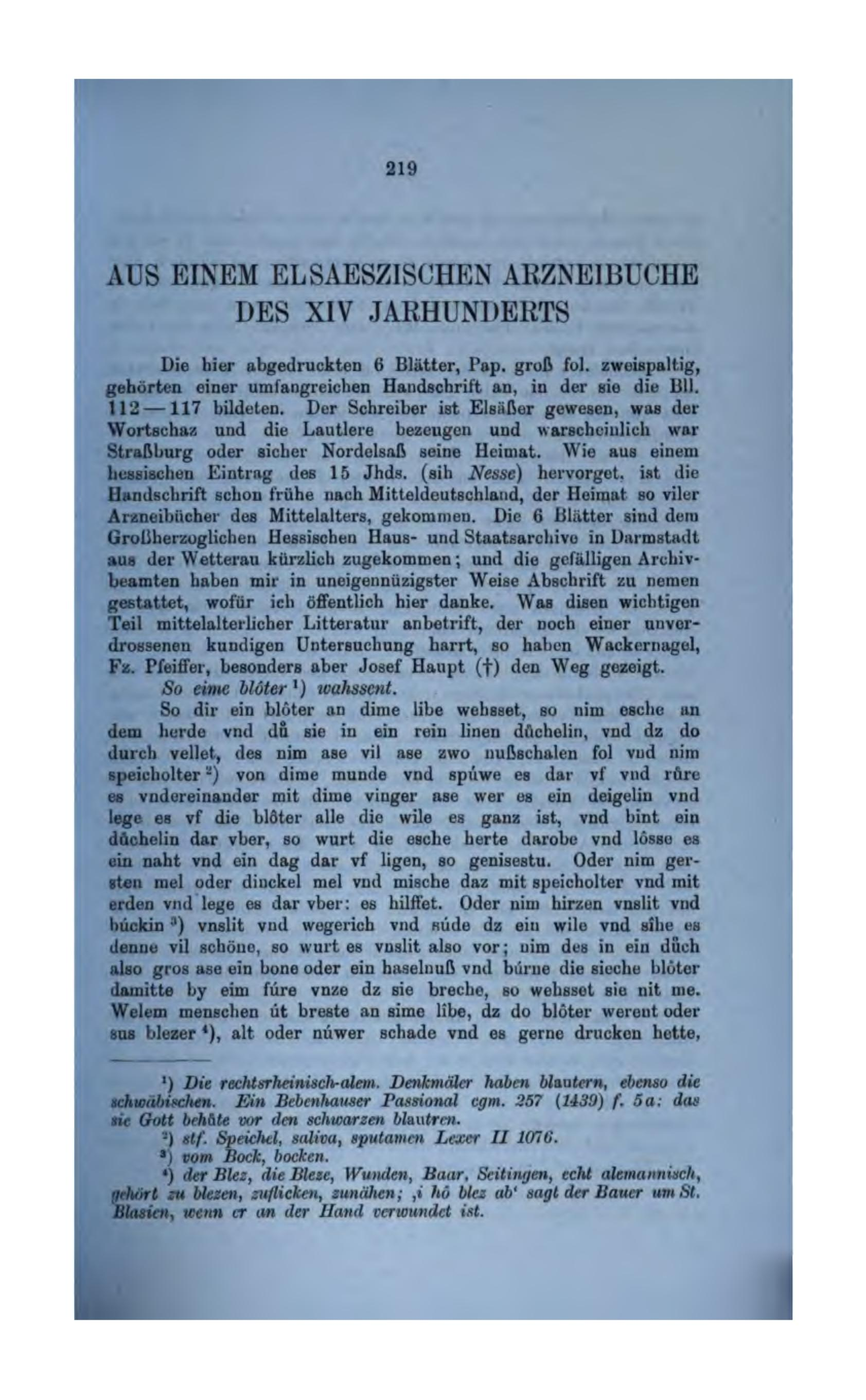
Aus einem elsäßischen Arzneibuche des XIV Jarhunderts

Birlingers Arbeit galt der Sprach- und Symbolkritik und -wartung, der Volkskunde, der Medizingeschichte (1882 edierte er in der Alemannia das seither so genannte Elsässische Arzneibuch (Straßburg, um 1400), ein Zusammenstellung von bis dahin bekannten Rezepten und Inhalten aus medizinischen Trakten, wie etwa dem Arzneibuch des Ortolf von Baierland), Heimatkunde, aber auch der Aberglaubenforschung als einer Vorform empirischer Theologie.
In Berlin-Spandau erinnert an ihn der Birlingerweg.

## Schriften (Auswahl)
- Volksthümliches aus Schwaben. 2 Bände. Freiburg 1861–1862.
- Nimm mich mit! Freiburg im Breisgau. Herder, Freiburg 1862.
- Wörterbüchlein zum Volksthümlichen aus Schwaben. Herder, Freiburg 1862.
- Die Augsburger Mundart. Gruß an die Germanisten bei der XXI. Versammlung deutscher Philologen zu Augsburg. Rieger, Augsburg 1862.
- Schwäbisch-Augsburgisches Wörterbuch. München 1864.
- Schwäbische Volkslieder. Freiburg 1864.
- Ein allemannisches Büchlein von guter Speise. In: Sitzungsberichter der baierischen Akademie der Wissenschaften zu München. 2, 1865, S. 171 ff.
- Die alemannische Sprache rechts des Rheins seit dem 13. Jahrhundert. Berlin 1868.
- So sprechen die Schwaben. Berlin 1868.
- Aus Schwaben. Sagen, Legenden, Aberglauben, Sitten. 2 Bände. Wiesbaden 1872–1873.
- Aus einem elsaeßischen Arzneibuche des XIV Jahrhunderts. In: Alemannia. Band 10, 1882, S. 219–232; auch in: Gerhard Baader, Gundolf Keil: Medizin im mittelalterlichen Abendland. Wissenschaftliche Buchgesellschaft, Darmstadt 1982 (= Wege der Forschung. Band 363), S. 45–59.
- (Bearb.): Augustin Lerchheimer (Professor H. Witekind) und seine Schrift wider den Hexenwahn. Lebensgeschichtliches und Abdruck der letzten vom Verfässer besorgten Ausgabe von 1597. Sprachlich bearbeitet durch Anton Birlinger. Hrsg. von Carl Binz. Heitz, Strassburg 1888 (Digitalisat).
- Rechtsrheinisches Alamannien. Stuttgart 1890.

Herausgeberschaft:
- Alemannia. Zeitschrift für Sprache, Literatur und Volkskunde des Elsasses. Bonn 1871 ff. (ab 1892 fortgeführt durch Fridrich Pfaff).

### Biographische Übersichtsartikel
- Otto Schell: Birlinger, Anton. In: Allgemeine Deutsche Biographie (ADB). Band 47, Duncker & Humblot, Leipzig 1903, S. 759 f.
- Rudolf Kapff: Birlinger, Anton. In: Neue Deutsche Biographie (NDB). Band 2, Duncker & Humblot, Berlin 1955, ISBN 3-428-00183-4, S. 258 f. (Digitalisat).

### Frühe Rezeption
- Brief Döllingers an Anton Birlinger in: J. Friedrich: Ignaz von Döllinger, sein Leben auf Grund seines schriftlichen Nachlasses dargestellt. Beck, München 1899–1901, Band 3, S. 270.
- Max Kopp: Der Altkatholizismus in Deutschland, 1871–1912. ikz 1912/1913, danach Verlag des Reichsverbandes alt.kath. Jungmannschaften, Kempten 1913 (via Namens-Register).

### Neuere Veröffentlichungen
- Rudolf Schenda: Anton Birlinger 1834–1891. In: Hermann Bausinger (Hrsg.): Zur Geschichte von Volkskunde und Mundartforschung in Württemberg. Tübinger Vereinigung für Volkskunde e. V., Tübingen 1964 (= Volksleben. Band 5), S. 138–158.
- Ursula Lewald, Rudolf Schenda: Leben und Briefe des Bonner Germanisten Anton Birlinger. In: Rheinische Vierteljahrsblätter. Bd. 32 (1968), S. 419–429 (Digitalisat).
- August Franzen: Die Katholisch-Theologische Fakultät Bonn im Streit um das Erste Vatikanische Konzil. Zugleich ein Beitrag zur Entstehungsgeschichte des Altkatholizismus am Niederrhein. Böhlau, Köln 1974 (= Bonner Beiträge zur Kirchengeschichte. Band 6), ISBN 3-412-02374-4.
- Anton Birlinger [junior]: Der schwäbische Brauchtumsforscher Anton Birlinger. Knirsch, Kirchentellinsfurt 1993, ISBN 3-927091-14-6.